# Avgónyma
Avgónyma, en grec moderne : Αυγώνυμα, est un village de l'île de Chios, en Égée-Septentrionale, Grèce.
Selon le recensement de 2011, la population du village compte quatorze habitants.